# Октябрьский (Промышленновский район)
Октябрьский — посёлок в Промышленновском районе Кемеровской области. Входит в состав Калинкинского сельского поселения.

## География
Центральная часть населённого пункта расположена на высоте 229 метров над уровнем моря.

## Население
По данным Всероссийской переписи населения 2010 года, в посёлке Октябрьский проживает 254 человека (123 мужчины, 131 женщина).